# Цела (Рен)
Цела (њем. Zella/Rhön) град је у њемачкој савезној држави Тирингија. Једно је од 61 општинског средишта округа Вартбург. Према процјени из 2010. у граду је живјело 452 становника. Посједује регионалну шифру (AGS) 16063093.

## Географски и демографски подаци
Цела се налази у савезној држави Тирингија у округу Вартбург. Град се налази на надморској висини од 399 метара. Површина општине износи 1,7 km². У самом граду је, према процјени из 2010. године, живјело 452 становника. Просјечна густина становништва износи 264 становника/km².